# Kordopulova hiša
Kordopulova hiša (bolgarsko: Кордопулова къща, Kordopulova kashta) je velika bolgarska narodna zavedna hiša v mestu Melnik na jugozahodu Bolgarije. Zgrajena je bila leta 1754, posebej za pridelavo vina, kupil pa jo je bogati in znani trgovec Manolis Kordopulos. Hiša, verjetno največja te vrste in svojega obdobja, se nahaja v vzhodnem delu mesta in jo tvorijo pritličje, ki vključuje vinsko klet, polklet za gospodarske potrebe in nadstropje, namenjeno za bivanje.

## Pregled
Medtem ko je spodnja vrsta ducat oken v značilno bolgarskem slogu, je zgornja vrsta mešanica beneške in osmanske arhitekture; narejena je iz beneškega stekla, zaradi česar je hiša edinstvena v Bolgariji.
Značilna vinska klet Melnik je vkopana v skalo, kot rov. V kleti lahko sprejmejo 300 ton vina, največji sod pa lahko sprejme 12,5 tone. Hodniki so razmeroma ozki in mestoma nizki, klet pa ima prezračevalni sistem in posebne kanale.
Dvoje od štirih nadstropij Kordopulove hiše je kamnitih. Sedem notranjih stopnišč povezuje nadstopja, lesena tla pa so prekrita z raznolikimi preprogami.
Bolgarski revolucionar Yane Sandanski je želel hišo uporabljal za zatočišče pred prvo svetovno vojno. Zadnji iz družine Kordopulov je bil ubit leta 1916, hiša pa je prešla k Agnesi, bodisi služkinji bodisi sestri Kordopulova. Poročila se je z Georgijem Tsinstaro. Otrok nista imela, sta pa posvojila nečaka Gavraila. Hiša je bila obnovljena med letoma 1974 ter 1980 in je trenutno zasebni muzej, ki ga letno obišče 30.000 turistov.